# Robin Greenfield
Robin Greenfield (nascido em 28 de agosto de 1986), que até fevereiro de 2023 chamava-se a ele próprio Rob Greenfield, é um ativista ambiental americano e aventureiro. É conhecido por aumentar a consciencialização sobre questões de sustentabilidade, muitas vezes por meio de táticas que chamam a atenção.
Greenfield também é escritor, palestrante e embaixador do 1% pelo Planeta.

## Primeiros anos
Greenfield nasceu e foi criado em Ashland, Wisconsin, onde ele e seus três irmãos foram criados por uma mãe solteira judia (não religiosa). Aos 18 anos ele tornou-se um Eagle Scout, o posto mais alto nos escoteiros.
Depois de se formar na Ashland High School, no norte de Wisconsin, Greenfield frequentou a Universidade de Wisconsin-La Crosse, formando-se em Biologia. Ele viajou para seis continentes ao longo do seu tempo na universidade e após a formatura. Em 2011, Greenfield mudou-se para San Diego, Califórnia .

## Ativismo ambiental
Através das suas aventuras, Greenfield defende que as pessoas comecem a viver um estilo de vida mais feliz e saudável, para retribuir aos outros e viver uma vida simples e amiga da terra.

### 2013:Off-the-gridpela América
Em 2013, Greenfield pedalou 7600km pela América numa bicicleta feita de bambu para inspirar os americanos a viver de forma mais sustentável. Neste passeio de 104 dias, ele usou 160 US gal (610 l) de água, criou 2 lb (0.9 kg) de lixo, percorrido por sua própria força, exceto por 1 mi (1.6 km) num ferry para a cidade de Nova Iorque, conectando-se a cinco tomadas elétricas e nunca acendeu um interruptor de luz.
Na jornada, ele realizou várias campanhas para aumentar a consciencialização sobre sustentabilidade e como as pessoas podem agir. Para aumentar a consciencialização sobre o desperdício de água, ele viveu de uma bomba de incêndio com fuga por cinco dias na cidade de Nova Iorque. Mais tarde, pedalou de Nova Iorque a Boston durante uma onda de calor vivendo apenas com recurso a torneiras com vazamento numa campanha chamada Drip by Drip ["Gota a gota" em português]. Cerca de 70 por cento da sua dieta vinha de caixotes do lixo - ele comeu mais de 130kg de alimentos dos caixotes do lixo dos supermercados para chamar a atenção para o desperdício de alimentos.

### 2014: Um ano sem tomar banho

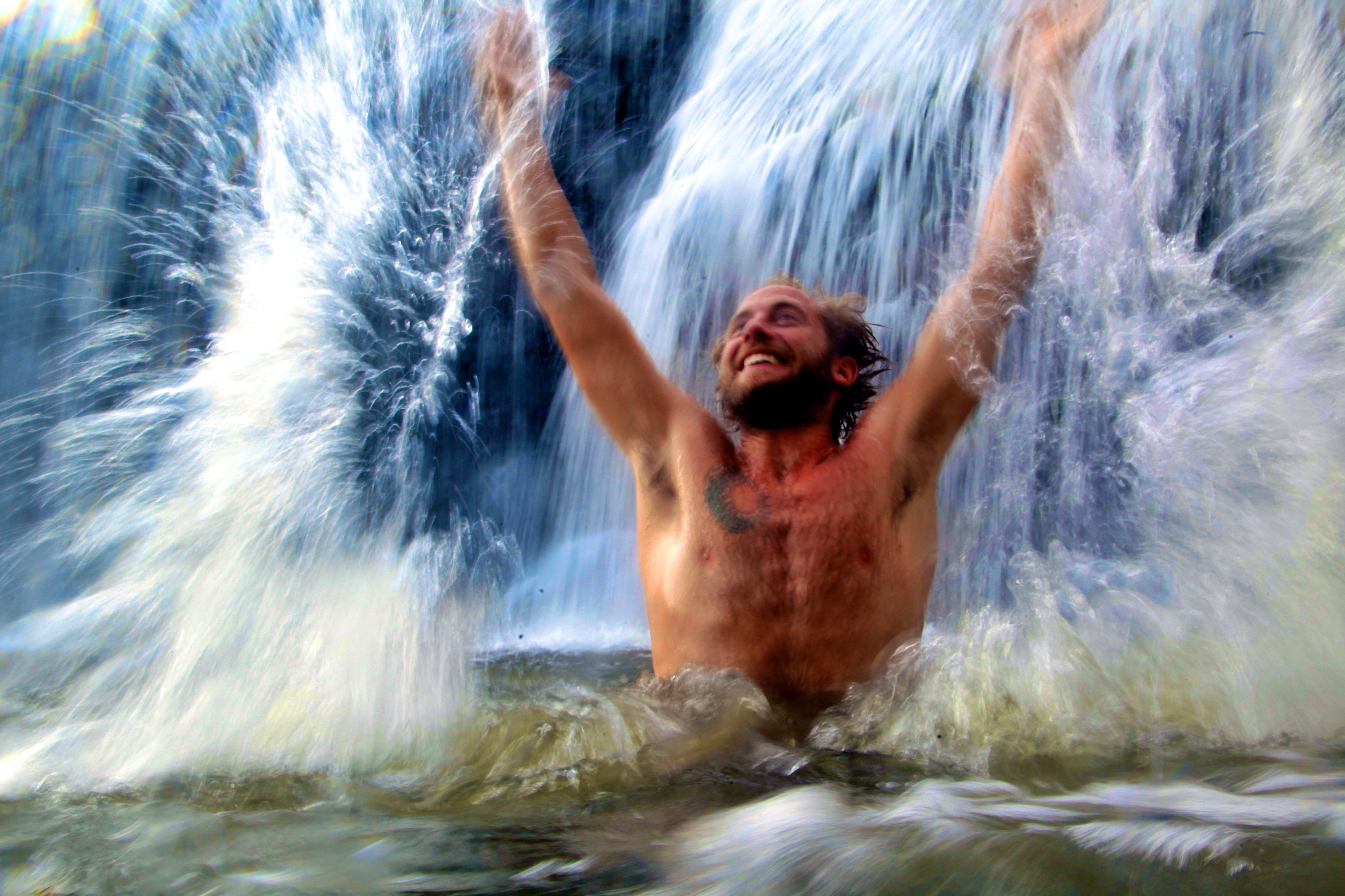
Robin Greenfield toma banho na natureza ao invés de num chuveiro.

De abril de 2013 a abril de 2014, Greenfield passou um ano a tomar banho apenas em fontes naturais de água, como rios, lagos, cascatas e na chuva, para consciencializar sobre consumo, conservação da água e simplicidade voluntária. Ele foi citado dizendo: "Temos que estar cientes da origem das coisas que consumimos todos os dias, como água, alimentos e energia. Neste caso, eu queria mostrar o quão valiosa é a água e inspirar as pessoas a conservá-la e a protegê-la."

### 2014: O fiasco do desperdício de alimentos
Greenfield pedalou pelos EUA pela segunda vez no verão de 2014. Na primeira metade do passeio, ele foi voluntário em organizações sem fins lucrativos, plantou flores silvestres e vegetais ao longo do seu caminho e promoveu uma existência saudável e sem desperdício. Ele saiu de casa com 2.000 dólares (US$) em dinheiro, sem cartões de crédito e, ao chegar a Madison, Wisconsin, doou seus últimos 421 dólares (US$) a uma organização sem fins lucrativos.Prometeu então viajar sem dinheiro o resto do caminho para a cidade de Nova Iorque e comer apenas mergulhando em caixotes de lixo de mercearias e lojas de conveniência para chamar a atenção e encontrar soluções para o desperdício de alimentos.

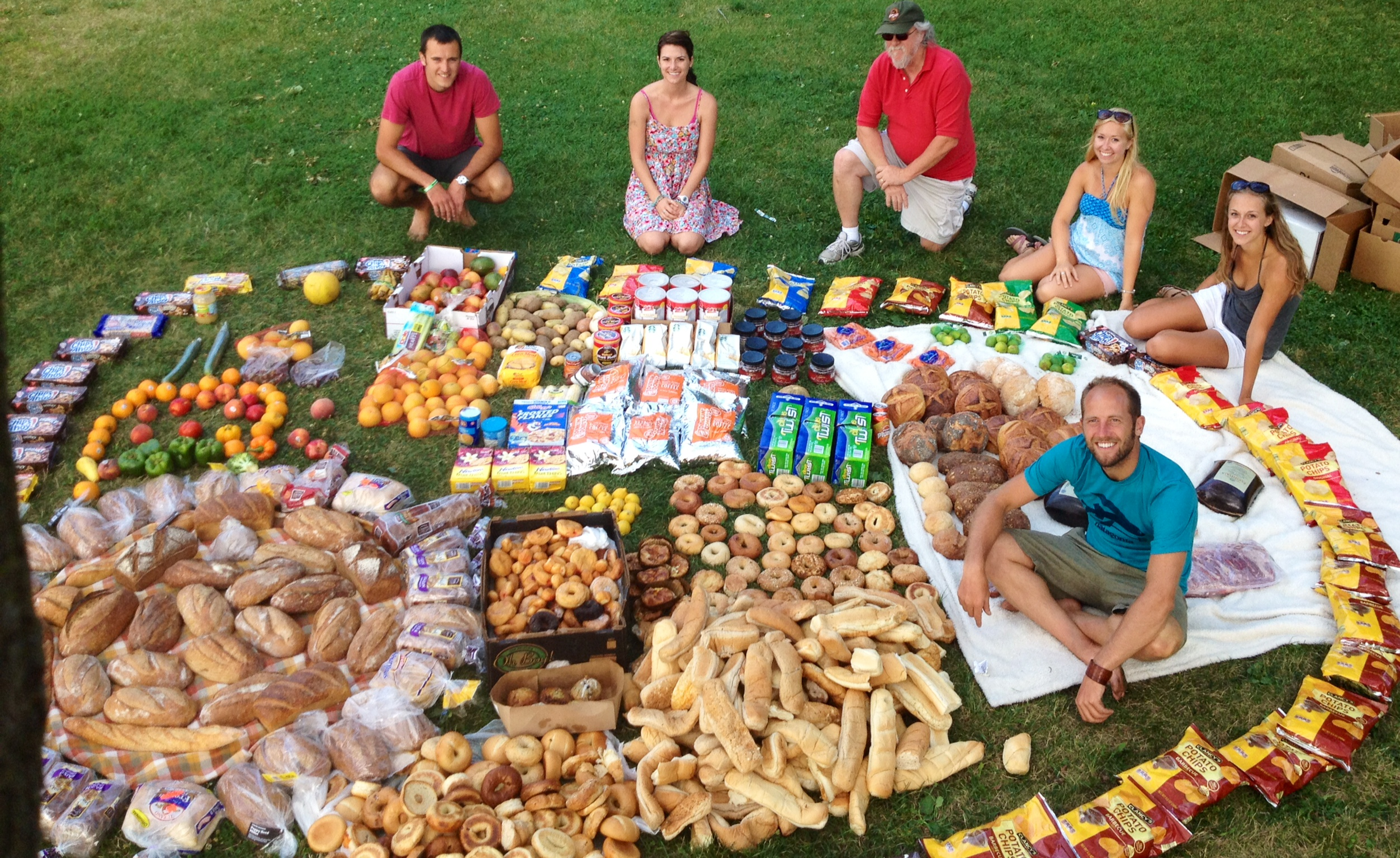
Robin Greenfield e um dos seus Fiascos de Desperdício de Alimentos (Food Waste Fiascos)

Ele realizou Fiascos de Desperdício de Alimentos nas principais cidades em que a comida comestível que ele encontrou em lixeiras foi exibida num local para mostrar quanto havia. Greenfield disse:

As estatísticas são enormes – 165 mil milhões de dólares (US$) em alimentos deitados fora a cada ano, ou cerca de metade de todos os alimentos que produzimos – mas é difícil para as pessoas entenderem os números. Contudo ver uma bela exibição de alguns milhares de dólares de comida perfeitamente boa retirada de caixotes do lixo perto delas faz o truque.
O objetivo da campanha era fazer com que os supermercados doassem os alimentos que, de outra forma, deitariam fora. A principal razão que as empresas deram para não doar o seu excesso de comida é o medo da responsabilidade se alguém ficar doente por comê-la. O Bill Emerson Good Samaritan Food Donation Act protege os doadores de alimentos da responsabilidade e um estudo de 2013 da Faculdade de Direito da Universidade do Arkansas mostra que não houve um único caso que envolvesse a responsabilidade relacionada à doação de alimentos para um supermercado.

### 2015/2016: Free Ride no Discovery Channel
Em setembro de 2015, Greenfield embarcou numa jornada para viajar pela América do Sul sem dinheiro, confiando na bondade dos outros, ganhando dinheiro trabalhando e dormindo na rua. Ele tinha 72 dias para cruzar mais de 9.000 quilómetros. O objetivo era tentar viver de acordo com a filosofia de Robin de que tu podes viajar pelo mundo contando apenas com a sua ingenuidade e a bondade de estranhos. Foi filmado pelo documentarista James Levelle para o Discovery Channel. A minissérie teve 6 episódios e foi para o ar no Discovery Channel em maio de 2016.

### 2016: Trash Me
Em outubro de 2016, Greenfield passou um mês em Nova York a usar todo o lixo que produziu durante o mês no seu corpo, armazenando o lixo num fato com bolsos de plástico transparentes, projetado pela designer de trashion Nancy Judd. Foi uma demonstração visual do consumismo nos Estados Unidos e de quanto lixo um indivíduo pode criar.

### 2017: Green Riders
Em 2017, Greenfield organizou um passeio de bicicleta cross-country em que os ciclistas realizaram boas ações ao longo do caminho, como plantar árvores de fruto, voluntariar-se em hortas comunitárias e recolher lixo. O grupo de até 48 ciclistas viajou 5950km de Nova York a Seattle.

### 2019: Liberdade alimentar: um ano sem comprar comida
De novembro de 2018 a novembro de 2019, Greenfield morou em Orlando, Flórida, e comeu apenas alimentos que podia cultivar e forragear. Ele cultivou mais de 100 alimentos diferentes em quintais e coletou mais de 200 alimentos na natureza, usando habilidades que aprendeu com professores locais. Ao mesmo tempo, ele morava numa microcasa (a sua segunda – a primeira foi em San Diego) que construiu com materiais reciclados.

### 2020: Europa
Em 2020, Greenfield fez uma turné pela Europa como parte da sua "World Solutions Tour [Turné Soluções Mundiais]".

## Vida pessoal
Greenfield foca-se na vida sustentável. Ele viaja descalço, e principalmente de bicicleta. Ele não tem cartão de crédito ou conta de reforma e não possui carro. O que lhe permitiu viver dessa maneira foi abrir mão do desejo de ser rico.
Tem como objetivo viver uma vida que seja benéfica para a Terra, para a comunidade e para si mesmo e visa "liderar pelo exemplo e vivê-lo em voz alta".
Greenfield não tem um telemóvel desde janeiro de 2015 e não possui um carro desde 2011. Em 2020 ele tinha 44 objetos pessoais.
Greenfield afirmou que os livros de Mark Boyle mudaram-lhe a vida.
Greenfield fez uma vasectomia aos 25 anos porque não apoia a indústria farmacêutica e não quer que as mulheres sejam submetidas aos hormônios do controle de natalidade. Greenfield é fundador da Community Fruit Trees, Free Seed Project, e Gardens for the People. Prometeu ganhar menos do que o limite federal de pobreza a cada ano, doa 100% do seu rendimento dos média para organizações sem fins lucrativos de base e o seu património líquido financeiro é mantido no mínimo.

## Livros
- Greenfield, Robin (2016). Dude Making a Difference: Bamboo Bikes, Dumpster Dives and Other Extreme Adventures Across America. Gabriola Island, BC: New Society Publishers. ISBN 9780865718074
- Greenfield, Robin (2022). Zero Waste Kids: Hands-On Projects and Activities to Reduce, Reuse, and Recycle. Beverly, MA: Quarry Books, The Quarto Group. ISBN 9781631599415
- Greenfield, Robin; Banyard, Antonia (2022). Be the Change: Robin Greenfield’s Call to Kids—Making a Difference in a Messed-Up World. Vancouver: Greystone Books. ISBN 9781771645911
- Greenfield, Robin (2024). Food Freedom: A Year of Growing and Foraging 100% of My Food. [S.l.]: Robin Press. ISBN 9798350732283